# Fond du Lac
Pour le village de la Saskatchewan, voir Fond-du-Lac.
Fond du Lac est une ville du Wisconsin, dans le comté de Fond du Lac, aux États-Unis. Sa population s’élevait à 43 021 habitants lors du recensement de 2010, estimée à 42 951 habitants en 2016.
La ville est située au sud du lac Winnebago. Son nom date de l'époque de la Nouvelle-France quand l'explorateur et missionnaire Claude-Jean Allouez (1622-1689) arpenta la région des Grands Lacs.
On y trouve le siège mondial de la société Mercury Marine, division du groupe Brunswick Corporation, le plus grand fabricant de moteurs marins au monde.

## Démographie
| Groupe            | Fond du Lac | Wisconsin | États-Unis |
| ----------------- | ----------- | --------- | ---------- |
| Blancs            | 90,6        | 86,2      | 72,4       |
| Afro-Américains   | 2,6         | 6,3       | 12,6       |
| Autres            | 2,5         | 2,4       | 6,2        |
| Métis             | 1,9         | 1,8       | 2,9        |
| Asiatiques        | 1,8         | 2,3       | 4,8        |
| Amérindiens       | 0,7         | 1,0       | 0,9        |
| Total             | 100         | 100       | 100        |
|                   |             |           |            |
| Latino-Américains | 6,4         | 5,9       | 16,7       |

Selon l'American Community Survey, pour la période 2011-2015, 91,71 % de la population âgée de plus de 5 ans déclare parler anglais à la maison, alors que 5,09 % déclare parler l'espagnol et 3,18 % une autre langue.

## Galerie photographique

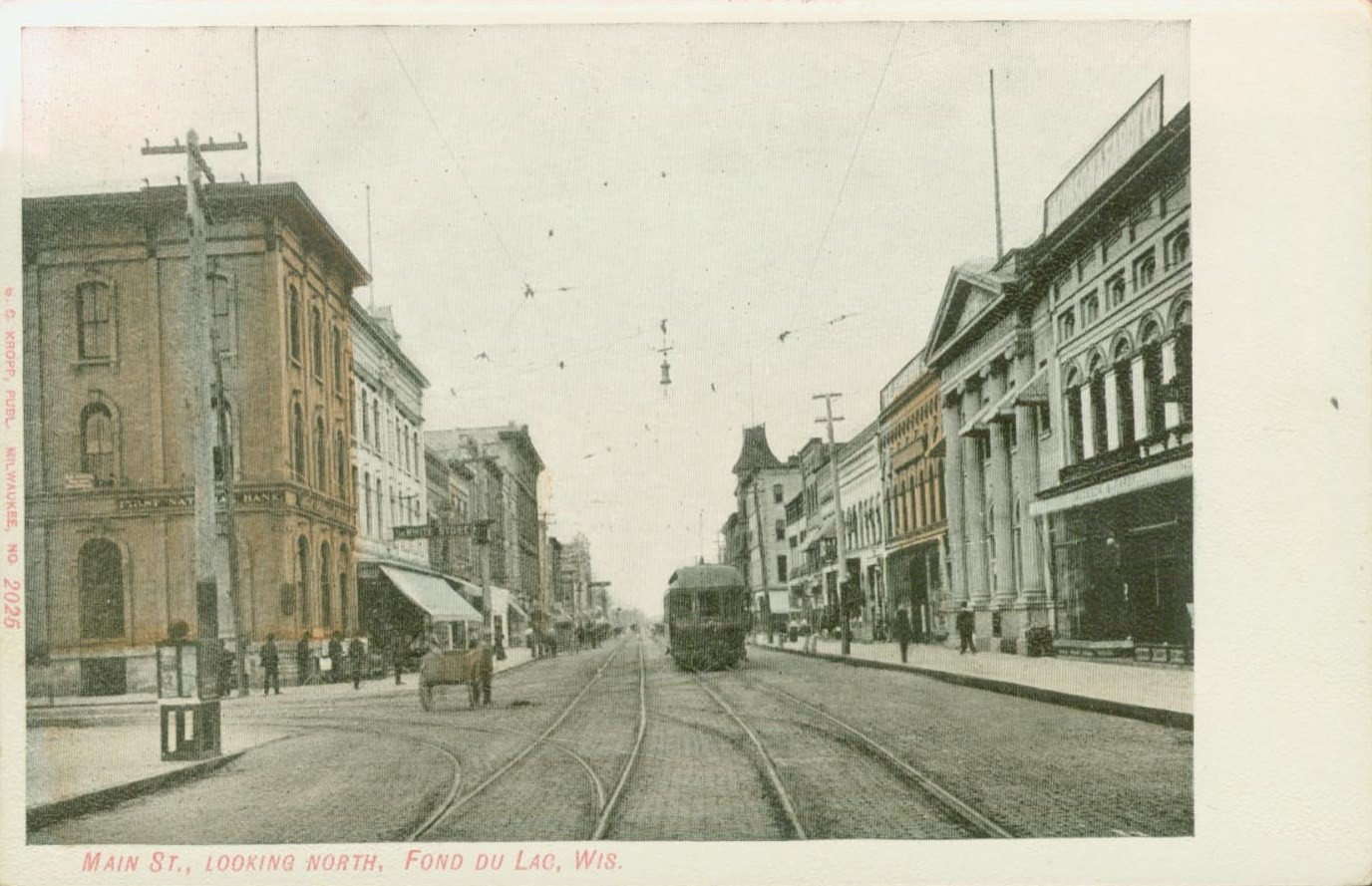
La rue principale en 1910.
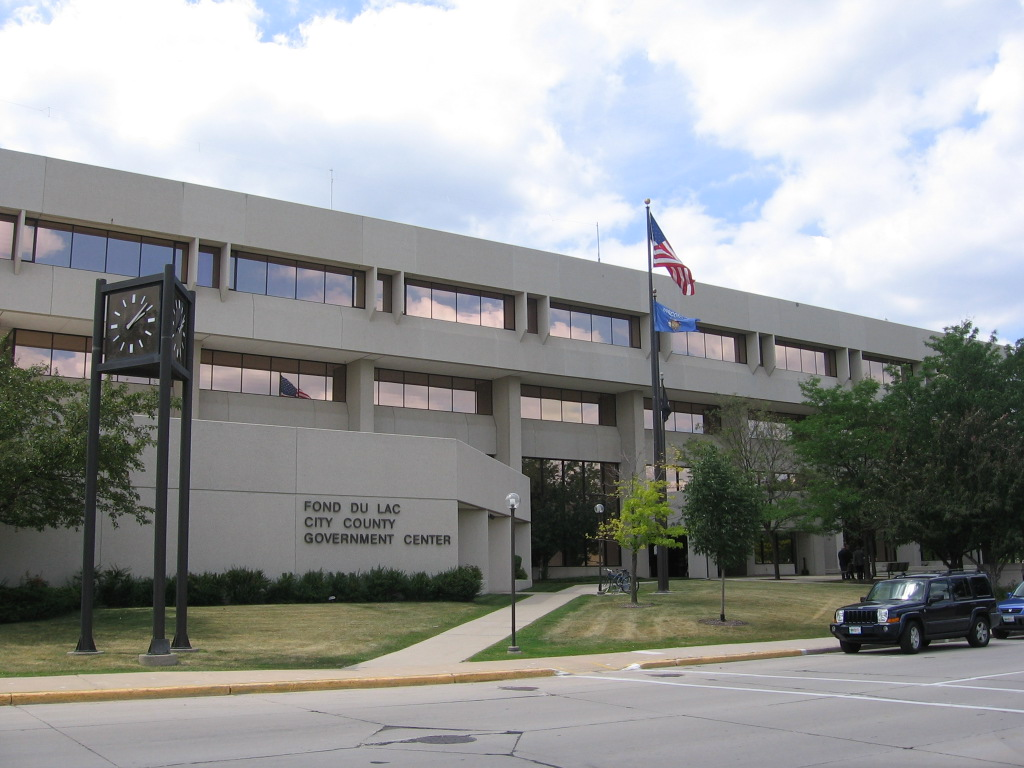
L’hôtel de ville de Fond du Lac.